# STS-111
STS-111 или Полет UF-02 (от английски: Utilization Flight-2 – „експлоатационен полет“) e сто и десетата мисия на НАСА по програмата Спейс шатъл и осемнадесети полет на совалката Индевър. Това е четиринадесети полет на совалка към МКС и втори планов по нейното снабдяване.

## Екипаж

### При старта

#### На совалката
| Пост                    | Астронавт                                 |
| Командир                | Кенет Кокрил трети космически полет       |
| Пилот                   | Пол Локхарт първи космически полет        |
| Специалист на мисията 1 | Франклин Чанг-Диас седми космически полет |
| Специалист на мисията 2 | Филип Перен CNES първи космически полет   |

#### Експедиция 5наМКС

##### Основен екипаж на Експедиция 5 на МКС
| Командир      | Валерий Корзун (РКА) първи космически полет |
| Бординженер 1 | Пеги Уитсън първи космически полет          |
| Бординженер 2 | Сергей Трещев (РКА) първи космически полет  |

##### Резервен екипаж на Експедиция 5 на МКС
| Командир    | Александър Калери (РКА)  |
| Бординженер | Дмитрий Кондратиев (РКА) |
| Бординженер | Скот Кели                |

### При кацането
Екипажът при приземяването е този на совалката плюс екипажа на Експедиция 4 на МКС.

#### Експедиция 4 на МКС

##### Основен екипаж на Експедиция 4
| Командир      | Юрий Онуфриенко (РКА) втори космически полет |
| Бординженер 1 | Даниел Бурш четвърти космически полет        |
| Бординженер 2 | Карл Уолц четвърти космически полет          |

- Броят на полетите е преди и включително тази мисия.

## Полетът
Основната цел на мисия STS-111 е доставка на борда на МКС Експедиция 5 и връщане на Земята Експедиция 5 след 195-дневен полет. По време на съвместния полет астронавтите Филип Перен и Франклин Чанг-Диас извършват три излизане в открития космос за монтаж на един от компонентите на Канадарм2 – MBS (на английски: Mobile Base System) на т. нар. Mobile Transporter (MT), монтирана по време на мисия STS-110). В товарния отсек на совалката се намира и модулът „Леонардо“ – пети полет на многофункционалния модул за материално-техническо снабдяване на станцията (MPLM, от английски: Multi-Purpose Logistics Module). Тези модули са три и са предназначени за транспортиране на товари до Международната космическа станция, и обратно с отработени материали за Земята. Модулът е предоставен на НАСА от Италианската космическа агенция (АSI). Влиза в състава на американския сегмент на МКС и е собственост на САЩ. Това е третият негов полет и е натоварен с около 3 тона оборудване и консумативи, предназначени за станцията. В обратна посока модулът е натоварен с отработени материали, отпадъци и резултати от експерименти за Земята.

## Факти
- Астронавтът Франклин Чанг-Диас става втория човек в света със седем космически полета, с което изравнява рекорда на колегата си от НАСА Джери Рос, установен два месеца по-рано;
- Астронавтът Филип Перен е последният астронавт на CNES. Скоро след полета агенцията разпуска астронавтската си група и я прехвърля в тази на ESA.

## Параметри на мисията
- Маса на совалката при старта: 116 521 кг
- Маса на совалката при приземяването: 99 383 кг
- Маса на полезния товар: 12 058 кг
- Перигей: 349 км
- Апогей: 387 км
- Инклинация: 51,6°
- Орбитален период: 91,9 мин

Скачване с „МКС“
- Скачване: 7 юни 2002, 16:25:00 UTC
- Разделяне: 15 юни 2001, 14:32:23 UTC
- Време в скачено състояние: 7 денонощия, 22 часа, 7 минути, 23 секунди.

### Космически разходки
| № | Участници                        | Начало                | Край                  | Продължителност  |
| - | -------------------------------- | --------------------- | --------------------- | ---------------- |
| 1 | Филип Перен и Франклин Чанг-Диас | 9 юни 2002 15:27 UTC  | 9 юни 2002 22:41 UTC  | 7 часа 14 минути |
| 2 | Филип Перен и Франклин Чанг-Диас | 11 юни 2002 15:20 UTC | 11 юни 2002 20:20 UTC | 5 часа 00 минути |
| 3 | Филип Перен и Франклин Чанг-Диас | 13 юни 2002 15:16 UTC | 13 юни 2002 22:13 UTC | 7 часа 17 минути |

## Галерия
- Совалката „Индевър“ излита от КЦ „Кенеди“, 5 юни 2002 г.
- Видео от старта (3 мин 11 сек)
- Совалката приближава станцията.
- Космическата разходка.
- Приземяването на совалката
- Видео от приземяването (2 мин 29 сек)